# Uprawa bezpłużna
Uprawa bezpłużna (także bezorkowa) – odmiana uprawy roślin (w tym mechanicznej) bez użycia pługa i wykonywania orki, a z użyciem innych maszyn, np. głębosza, spulchniacza, grubera czy brony talerzowej. Stosowana w niesprzyjających uprawie płużnej warunkach, np. po bardzo suchych latach. 
Skutkiem zastosowania uprawy bezpłużnej jest brak odwrócenia wierzchniej warstwy gleby, a także zachowanie części resztek pożniwnych na powierzchni ziemi, które tworzą mulcz, chroniąc glebę, ograniczając parowanie wody i aktywizując mikroorganizmy oraz dżdżownice. Do zalet uprawy bezpłużnej należą: mniejsze zużycie paliwa i niższe koszty utrzymania maszyn, oszczędność czasu i nakładu pracy, zredukowanie erozji gleby, zwiększenie retencji wody, zmniejszenie nadmiernego wymywania wgłębnego nawozów i pestycydów, obniżenie emisji dwutlenku węgla i spalin. Wadami są: zmniejszenie plonu, większe zachwaszczenie oraz nasilony rozwój szkodników zimujących w mulczu. 